# Pavel Mikeš
Pavel Mikeš, född den 27 maj 1950 i Písek, Tjeckien, är en tjeckoslovakisk handbollsspelare.
Han tog OS-silver i herrarnas turnering i samband med de olympiska handbollstävlingarna 1972 i München.